# Enlinia flavicornis
Enlinia flavicornis är en tvåvingeart som beskrevs av Robinson 1969. Enlinia flavicornis ingår i släktet Enlinia och familjen styltflugor.
Artens utbredningsområde är Hidalgo (Mexiko). Inga underarter finns listade i Catalogue of Life.